# Liguilla Pre-Libertadores 1989 (Chile)
La Liguilla Pre-Libertadores 1989 fue la 15.º edición de la Liguilla Pre-Libertadores, mini competición de fútbol profesional de Chile que sirve como clasificatoria para la Copa Libertadores de América.
Su organización estuvo a cargo de la ANFP y contó con la participación de cuatro equipos. La competición se disputó bajo el sistema de eliminación directa, en dos ruedas.
El equipo que resultara campeón de éste "mini torneo" clasificaría directamente a la Copa Libertadores 1990, donde acompañaría a Colo Colo, Campeón Torneo Primera División de Chile 1989, en la fase de grupos frente a los equipos peruanos Unión Huaral y Sporting Cristal.
La competencia fue ganada por Universidad Católica, quien superó a Cobreloa, en la final por 4-1 y selló su cupo para la Copa Libertadores 1990.

## Desarrollo
El primer equipo clasificado fue Universidad Católica por su segundo lugar en el Copa Coca-Cola DIGEDER, en reemplazo de Colo Colo, equipo ganador de ese torneo de apertura y clasificado a la Copa Libertadores 1990 en su calidad de Campeón del torneo de la Primera División.
Para esta liguilla en conformidad a la normativa establecida el año anterior, como método clasificatorio para los equipos en competencia, se fijó sobre la base de los ganadores de tres tramos, cada diez fechas, del torneo de la Primera División de Chile.
| Equipo               | Vía de clasificación                                                |
| -------------------- | ------------------------------------------------------------------- |
| Universidad Católica | Subcampeón de la Copa Coca-Cola DIGEDER 1989                        |
| Deportes La Serena   | Primer lugar del Primer Tramo de la Primera División de Chile 1989  |
| Cobresal             | Primer lugar del Segundo Tramo de la Primera División de Chile 1989 |
| Cobreloa             | Cuarto lugar del Tercer Tramo de la Primera División de Chile 1989  |

## Detalle
Semifinales
Primera Llave
| 15 de febrero de 1990 | Universidad Católica        | 3:0 (3:0) | Cobresal | Estadio San Carlos de Apoquindo, Santiago                              |                                                                        |
|                       | Barrera 9', 37' · Estay 24' |           |          | Asistencia: 5.143 espectadores Árbitro(s): Salvador Imperatore (Chile) | Asistencia: 5.143 espectadores Árbitro(s): Salvador Imperatore (Chile) |

| 18 de febrero de 1990 | Cobresal                       | 3:2 (1:0) (0:2 (0:0) t. s.) | Universidad Católica     | Estadio El Cobre, El Salvador                                   |                                                                 |
|                       | Matuszyczk 6', 57' · Bravo 65' |                             | 110' Romero · 114' Estay | Asistencia: 3.239 espectadores Árbitro(s): Hernán Silva (Chile) | Asistencia: 3.239 espectadores Árbitro(s): Hernán Silva (Chile) |

Segunda Llave
| 15 de febrero de 1990 | Cobreloa                                         | 3:1 (2:0) | Deportes La Serena | Estadio Municipal de Calama, Calama                              |                                                                  |
|                       | Contreras 8' (ag.) · Czornomaz 21' · Álvarez 63' |           | 90' De Luca        | Asistencia: 4.868 espectadores Árbitro(s): Iván Guerrero (Chile) | Asistencia: 4.868 espectadores Árbitro(s): Iván Guerrero (Chile) |

| 18 de febrero de 1990 | Deportes La Serena | 1:0 (0:0) (0:0 (0:0) t. s.) | Cobreloa | Estadio La Portada, La Serena                                       |                                                                     |
| | Contreras 73'      |                             |          | Asistencia: 9.708 espectadores Árbitro(s): Carlos Robles M. (Chile) | Asistencia: 9.708 espectadores Árbitro(s): Carlos Robles M. (Chile) |
| Se juega suplementario de 30 minutos terminando empatado 0-0. Clasifica Cobreloa por mejor diferencia de goles en torneo nacional: 25 versus 12 de Deportes La Serena. |                    |                             |          |                                                                     |                                                                     |

Final
| 1     | POR   | Marco Cornez    |     |
| 2     | DEF   | Andrés Romero   |     |
| 5     | DEF   | Hugo Monardes   |     |
| 3     | DEF   | Pablo Yoma      |     |
| 4     | DEF   | Carlos Soto     |     |
| 8     | MED   | Fabián Estay    |     |
| 6     | MED   | José del Solar  | 68' |
| 10    | MED   | Jorge Contreras |     |
| 7     | MED   | Luis Pérez      |     |
| 9     | DEL   | Rodrigo Barrera |     |
| 11    | DEL   | Andrés Olivares | 80' |
| D. T. | D. T. | Ignacio Prieto  |     |

| 1     | POR   | Mario Osbén       |     |
| 2     | DEF   | Hugo Tabilo       |     |
| 3     | DEF   | Carlos Rojas      |     |
| 5     | DEF   | Claudio Tello     |     |
| 4     | DEF   | Héctor Puebla     |     |
| 6     | MED   | Jorge García      |     |
| 8     | MED   | Juan Covarrubias  |     |
| 10    | MED   | Marcelo Trobbiani |     |
| 7     | DEL   | Jorge Muñoz       |     |
| 9     | DEL   | Adrián Czornomaz  | 80' |
| 11    | DEL   | Marcelo Álvarez   |     |
| D. T. | D. T. | Andrés Prieto     |     |

| 21 | MED | Nelson Parraguez | 68' |
| 22 | DEL | Raimundo Tupper  | 80' |

| 21 | MED | Gustavo Reinoso | 80' |

|  | 7'  | Andrés Olivares |
|  | 73' | Jorge Contreras |
|  | 76' | Andrés Olivares |
|  | 90' | Raimundo Tupper |

|  | 54' | Claudio Tello |

|  |

| Expulsado | 85' | Marcelo Trobbiani |

|  |
|  |

|  |

| Árbitro | Hernán Silva |
|         |              |
|         |              |
|         |              |

| 1     | POR   | Marco Cornez    |     |
| 2     | DEF   | Andrés Romero   |     |
| 5     | DEF   | Hugo Monardes   |     |
| 3     | DEF   | Pablo Yoma      |     |
| 4     | DEF   | Carlos Soto     |     |
| 8     | MED   | Fabián Estay    |     |
| 6     | MED   | José del Solar  | 68' |
| 10    | MED   | Jorge Contreras |     |
| 7     | MED   | Luis Pérez      |     |
| 9     | DEL   | Rodrigo Barrera |     |
| 11    | DEL   | Andrés Olivares | 80' |
| D. T. | D. T. | Ignacio Prieto  |     |

| 1     | POR   | Mario Osbén       |     |
| 2     | DEF   | Hugo Tabilo       |     |
| 3     | DEF   | Carlos Rojas      |     |
| 5     | DEF   | Claudio Tello     |     |
| 4     | DEF   | Héctor Puebla     |     |
| 6     | MED   | Jorge García      |     |
| 8     | MED   | Juan Covarrubias  |     |
| 10    | MED   | Marcelo Trobbiani |     |
| 7     | DEL   | Jorge Muñoz       |     |
| 9     | DEL   | Adrián Czornomaz  | 80' |
| 11    | DEL   | Marcelo Álvarez   |     |
| D. T. | D. T. | Andrés Prieto     |     |

| 21 | MED | Nelson Parraguez | 68' |
| 22 | DEL | Raimundo Tupper  | 80' |

| 21 | MED | Gustavo Reinoso | 80' |

|  | 7'  | Andrés Olivares |
|  | 73' | Jorge Contreras |
|  | 76' | Andrés Olivares |
|  | 90' | Raimundo Tupper |

|  | 54' | Claudio Tello |

|  |

| Expulsado | 85' | Marcelo Trobbiani |

|  |
|  |

|  |

| Árbitro | Hernán Silva |
|         |              |
|         |              |
|         |              |

Universidad Católica clasifica a la Copa Libertadores 1990.

## Ganador
| Chile                                   |
| Ganador Universidad Católica            |
| Clasificado a la Copa Libertadores 1990 |